# Famille de La Sarraz
La famille de La Sarraz, parfois sous la forme La Sarra, est une famille du Moyen Âge classique, de haute noblesse du pays de Vaud, issue de la branche aînée des Grandson et possédant la seigneurie homonyme.
Cette branche de La Sarraz s'éteint, dans les mâles au début du XVIe siècle ; le nom et les armes ont été relevés par les familles de Montferrand et Gingins.

## Histoire

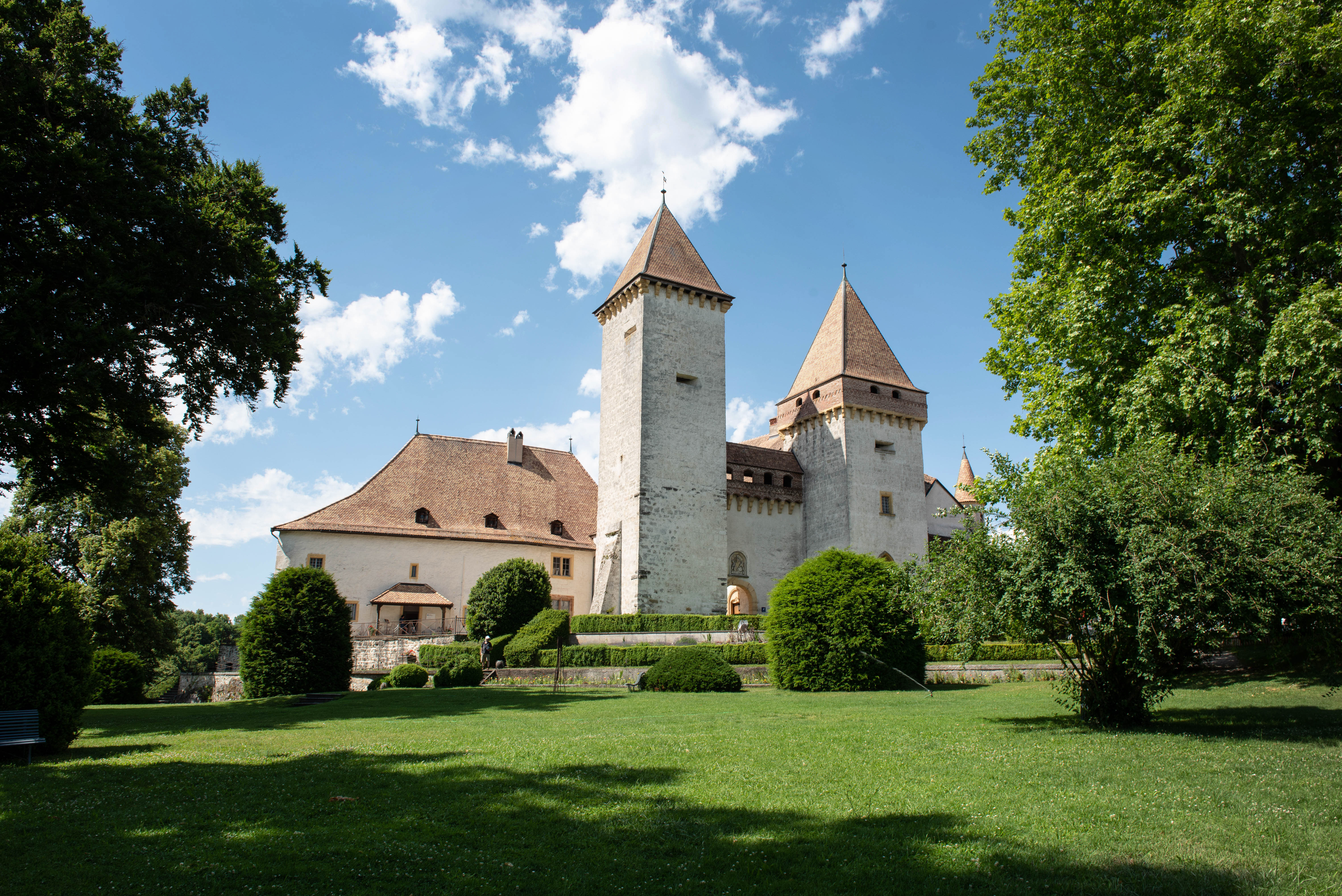
Château de La Sarraz.

Les La Sarraz sont dans un premier la branche aînée des Grandson, puis ils deviennent une tige à l'issue du partage entre les trois fils d'Ebal IV de Grandson, en 1234,,. Son fils aîné, Girard, hérite ainsi du titre de seigneur de La Sarraz (branche Grandson-La Sarraz), tandis que ses deux frères obtiennent ceux de Grandson (branche Grandson-Grandson) et Champvent (branche Grandson-Champvent),.
Le fief de La Sarraz, tire son nom de Serrata (serrure), est situé en pays de Vaud, et il appartient à la famille de Grandson depuis le XIe siècle,. Il permet de contrpoler le passage entre les Alpes et le plateau suisse, dans ce qui est désormais la partie francophone de la Confédération suisse. À l'époque dans laquelle vivait cette famille, son territoire faisait partie du Saint-Empire romain germanique et était convoité par le royaume des Deux-Bourgognes, la maison de Savoie et Berne.
Girard meurt au cours de l'année 1234,. Sa femme, Antonie, Dame de La Sarraz, avec le consentement de ses enfants, Aymon, Guillaume et Jordane, fait un don à l'abbaye du lac de Joux, abbaye fondée sous les auspices de la famille de Grandson-La Sarraz. 
Aymon de La Sarraz († av. 1269), fils de Girard, n'a que des filles. L'aînée, Henriette, hérite de la seigneurie qui passe par son mariage à Humbert de Montferrand,. Le couple doit adopter le nom et les armes des La Sarraz, portant dès lors le nom de Montferrand-La Sarraz (1269),,. Cette branche s'éteint, dans les mâles au début du XVIe siècle. 
La succession est difficile et voit l'intervention des puissances régionales, Berne et la Savoie. Finalement, une branche cadette des Mont-le-Grand-La Sarraz hérite du nom et donne naissance aux Gingins-La Sarraz, à partir de 1542,.

## Armoiries
- La Sarraz : palé d'argent et d'azur au chef chargé de trois étoiles d'or[9].

Rietstap (1884) donnait palé d'or et d'azur, au chef de gueules chargé de trois étoiles d'or.
Decollogny (1958) indique qu'Aymon de La Sarra utilise le lion, dit de Grandson, sur un acte du 21 novembre 1251.
Charrière (1866) précise que le « pallé de six pièces, d'argent et d'azur, avec un chef de gueules, chargé de trois molettes d'éperon d'or, devint, avec le temps, l'écusson des sires de La-Sarra, descendants d'Humbert de Montferrand, chevalier, et d'Henriette de Grandson-La-Sarra ».
François Ier de Montferrand-La Sarraz, baron de La Sarraz, fait graver dans la clef de voûte de la chapelle de Saint-Antoine « un écu portant d'argent à trois pals d'azur à la bande de gueules chargée de trois coquilles d'or, les trois pals portant chacun en chef une molette d'or ».
Les familles de Montferrand, Mangerot et Gingins adoptent le nom et les armes des La Sarraz : palé d'argent et d'azur, au chef de gueules à trois étoiles d'or..

## Filiation
Girard de La Sarraz, (? - 28 septembre 1233/18 mai 1234), seigneur de La Sarraz  dès 1222. Il est le fils ainé d'Ebald IV de Grandson et de Béatrix de Genève. Avec lui la branche ainée des Grandson s'installe à La Sarraz.
Il épouse Antoinette de la Sarraz, (? - après 1235), de qui il a  :
- Aymon qui suit,
- Wuillelme (ou Guillaume), (? - après 1235), trésorier du chapitre de Lausanne,
- Jordane, elle épouse Jacques Ier d'Estavayer.

Aymon Ier de La Sarraz, (? - avant le 19 décembre 1269), seigneur de La Sarraz. Se référant à l'ancien édit de Frédéric Barberousse il se réserve le droit d'investir la vallée du lac de Joux sauf sur le territoire de l'abbaye du Lac de Joux et dans un rayon « tout à l'entour, calculé à la double portée d'une arbalète de deux pieds de long, tirée par un homme de taille ordinaire, depuis la base du mur du grand autel » ; il accorde aussi aux religieux « la collation des parroches (églises paroissiales) ». Il fortifie la ville et lui octroyait ses franchises.
Il épouse Marguerite de qui il a :
- Henriette qui suit,
- Jordane, dame de Belmont, elle épouse en 1270 Amédée Ier de Neuchâtel,
- Jaquette, elle épouse Simon de Monnet, seigneur de Montsaugeon[14].

Henriette de La Sarraz, (? - 5 avril 1322), dame de Grandson, de La Sarraz et d'Orny.
Elle épouse Humbert de Montferrand, (? - avant 1288) qui prendra le nom de La Sarraz vers 1269, de qui elle a :
- Jean qui suit,
- Guillaume.

Jean de Montferrand-La Sarraz, (? - avant 1307), seigneur de La Sarraz.
Il épouse en 1289 Marguerite, fille de Jean de Joux et d'Isabelle de Châtillon, de qui il a Aymon qui suit.
Aymon de Montferrand-La Sarraz, (? - 1333/36), seigneur de La Sarraz et bailli de Vaud. Il participe à la rénovation de l'abbaye du lac de Joux et rebâtit en pierre l'église Marie-Madelaine, qui jusque-là faite de bois, lui ajoutant une tour où il pose ses armoiries.
Il épouse en premières noces Agnès, (? - 1323), fille d'Hugues de Vaugrenant et de Jeanne d'Antigny, puis en secondes noces Jeanne de Saint-Dizier, fille de Guillaume de Dampierre et de Jeanne de Chalon.

Du premier mariage il a :
- François qui suit[16],
- Maot, elle épouse Jean des Monts,

Du second mariage il a :
- Girard.

François Ier de Montferrand-La Sarraz, (? - avant le 14 avril 1362), chevalier, seigneur de La Sarraz et de Montreux, lieutenant du comte de Savoie, bailli du Chablais et de Vaud. Le 24 avril 1344 il vend la vallée du lac de Joux, la seigneurie de Mont-la-Ville et le péage de Ballaigues à Louis II de Vaud, baron du Pays de Vaud. À sa mort il est enseveli sous la chapelle Saint-Antoine de La Sarraz.
Il épouse en 1338 Marie, fille de Girard IV d'Oron et d'Alice de Blonay, elle lui apporte la seigneurie de Montreux, il a :
- Pierre,
- Aymon qui suit
- François II qui suivra,
- Catherine, elle épouse François  d'Oron,
- Marguerite,
- Alexie, elle épouse Jean des Monts,
- Agnès, elle épouse Richard de Vuillens.

Aymon de Montferrand-La Sarraz, (? - 1369/70), seigneur de La Sarraz, de la Motte et de Vaugrenant.
Il épouse en premières noces Isabelle de Vuillens, puis en secondes noces Marguerite, (? - 1403), fille d'Hugolin de Duyn et d'Alisia de Montagny. Décédé sans postérité c'est son frère qui lui succède.
François II de La Sarraz, (? - 1371/73), seigneur de La Sarraz. Il fait édifier dans la chapelle du château un monument funéraire composé de quatre statues, deux de femmes et deux de chevaliers en armures, un cénotaphe représente un corps couverts de petits serpents et de crapauds sur la face et les entrailles semblant dévorer le cadavre. Soustrait à la vue des curieux lorsque la chapelle servit d'arsenal, nommé alors le Jaquemard, il était caché dans un caveau muré.
Il épouse Marguerite, (? - après le 24 avril 1410), dame de Bossonnens, fille d'Aymon d'Oron seigneur de Bossonnens et de Philippine de Chevron-Vilette, de qui il a :
- Nicolas Ier qui suit
- Aymon, (? - 1427), seigneur des Monts, il épouse Bonne de Salins de qui il a Marguerite, dite de La Sarraz, dame de Montreux, elle épouse Jean de Gingins seigneur de Divonne.

Nicolas Ier de La Sarraz, (? - 1447/54), chevalier, seigneur de La Sarraz, de Bossonnens, de la Motte, de Vaugrenant et de Cheseaux.
Il épouse en premières noces Isabelle de Salins, dame d'Aresches, puis en secondes noces Louise de Blonay.

Du premier mariage il a :
- Guillaume qui suit,
- Anselme, seigneur d'Aresches et de Bossonnens, il épouse en premières noces Louise, fille de Pierre III de Blonay et de Marie de La Palud, puis en secondes noces en 1427 Étiennette de Darbonnay,

Du second mariage il a :
- Henri,
- Louis.

Guillaume de La Sarraz, (? - 1478/80), baron de La Sarraz.
Il épouse en premières noces Aimée, fille de Jean de Montluel et de Guigone de Luyrieu, puis en secondes noces le 30 avril 1433 Alexie de Saint-Trivier. Du premier mariage il a : 
- Nicolas II qui suit,
- Jacques, il épouse Jeanne de Saint-Trivier,
- Jeanne, (? - 1480), elle épouse le 24 avril 1437 Adrian I von Bubenberg, (1431/35 - août 1479).

Nicolas II de La Sarraz, (? - 25 avril 1489/90), baron de La Sarraz, chevalier.
Il épouse Madeleine de Glérens, de qui il a :
- Bartholomé II qui suit
- Antoinette, (? - avant 1504), elle épouse le 5 septembre 1492 Michel Mangeroz, (? - 1536), de qui elle a Antoinette et Michel qui suivra.

Bartholomé II de La Sarraz, (? - 1505), baron de La Sarraz.
Il épouse Huguette de Saint-Triviers. Décédé sans postérité c'est son neveu Michel Mangerod, seigneur de Myon, qui lui succède.
Michel Mangerod, (? - Saint-Claude 04 juin 1541), baron de La Sarraz, chambellan du duc de Savoie. Principal instigateur de la Confrérie de la Cuillère qui lutta contre Berne en 1532. Ayant refusé la réforme protestante sur ses terres il mourra en exil.
Il épouse Claudine de Gilly qui se remarie à François de Gingins, (11 juin 1506 - Genève 1578), baron de Divonne et du Châtelard, en 1542.